# Faro di Punta Palascia
Il faro di Punta Palascìa è un faro attivo situato a Punta Palascìa, che è il punto più orientale d'Italia e il punto più stretto del Canale d'Otranto alla fine del Mare Adriatico.

## Storia
Il faro fu costruito nel 1867 e abbandonato negli anni '70, tuttavia, è stato riaperto nel 2008 e da allora ospita il Centro Ambiente e Salute degli Ecosistemi Mediterranei e un Museo multimediale del Mare.

## Architettura
Il faro è costituito da una torre cilindrica in pietra bianca, alta 32 metri (105 piedi), con balcone e lanterna che sorge da un edificio bianco a 2 piani. La lanterna è posizionata a 60 metri (200 piedi) sul livello del mare ed emette un lampo bianco in un periodo di 5 secondi visibile a 18 miglia nautiche (33 km; 21 mi) di distanza. Il faro è completamente automatizzato ed è gestito dalla Marina Militare ed è identificato dal numero di codice 1983 EF. Il codice identificativo fari e segnalamenti della Marina italiana è 3596.
Il faro è uno dei cinque fari del Mediterraneo protetti dalla Commissione Europea. È aperto a visite guidate per i visitatori, in particolare a Capodanno, poiché si trova nella punta orientale dell'Italia dove l'alba del nuovo anno può essere vista prima del resto del paese.